# Yuki Kotera
Yuki Kotera (født 12. juli 1986) er en tidligere japansk fodboldspiller.
Han har spillet for flere forskellige klubber i sin karriere, herunder Fagiano Okayama.